# ASK Arena
ASK Arena, od 2001. do 2014. Šafa stadion, te od 2014. do 2018. Inter Arena je nogometni stadion u Bakuu, Azerbajdžan. Stadion trenutačno koriste nogometni klubovi Keşlə FK te Neftçi-2, rezervna momčad Neftçi Bakua.

## Povijest
Izgradnja stadiona je započeo Nogometni savez Azerbajdžana 2000. godine, a završila je 2001. godine. Prva utakmica koja se odigrala na stadionu je bila utakmica prve kvalifikacijske runde za Kup UEFA 2001./02. između Şəfa Bakıa i Olimpije Ljubljane. Utakmica je završila rezultatom 0:3. Na stadionu su odigrane dvije utakmice Svjetskog prvenstva u nogometu za žene do 17 godina održanoga u Azerbajdžanu 2012. godine.
U srpnju 2014. godine Šafa stadion je preimenovan u Inter Arena, nakon što je Nogometni savez Azerbajdžana iznajmio stadion na 25 godina Keşli koja se tada zvala İnter-Bakı.
U srpnju 2018. godine stadion je iz sponzorskih razloga preimenovan u ASK Arena.

## Vanjske poveznice
|  | Zajednički poslužitelj ima još gradiva o temi ASK Arena |